# コーリー・アダムソン
コーリー・アダムソン（Corey Adamson、1992年2月23日 - ）は、オーストラリア・西オーストラリア州ブルズブック出身のプロ野球選手（外野手）。

## 経歴
2013年に第3回WBCオーストラリア代表に選ばれた。

## 詳細情報

### 代表歴
- 2013 ワールド・ベースボール・クラシック・オーストラリア代表